# Tinospora caffra
Tinospora caffra är en tvåhjärtbladig växtart som först beskrevs av John Miers, och fick sitt nu gällande namn av Georges M.D.J. Troupin. Tinospora caffra ingår i släktet Tinospora och familjen Menispermaceae. Inga underarter finns listade i Catalogue of Life.